# 森田俊生
森田 俊生（もりた としお、1966年 - ）は、日本の実業家。フォード・ジャパン最後の代表取締役社長兼CEOを務めた。

## 人物・経歴
東京都出身。東京外国語大学卒業。日産自動車を経て、1994年フォード入社。2008年にはCFOに就任。2011年からフォード・ジャパン代表取締役社長兼CEOを務め、出店調整などを進めたが、2016年にフォードの日本からの撤退が決定され、対応にあたった。